# Награда Удружења глумаца за најбољу глумачку поставу у драмској серији
Награда Удружења глумаца за најбољу глумачку поставу у драмској серији (енгл. Screen Actors Guild Award for Outstanding Performance by an Ensemble in a Drama Series) признање је које  додељује Удружење филмских глумаца од  1994. године.

## 1990е

#### 1994.
- Њујоршки плавци
  - Болница Чикаго
  - Ургентни центар
  - Ред и закон
  - Дрвене ограде

#### 1995.
- Ургентни центар
  - Болница Чикаго
  - Ред и закон
  - Њујоршки плавци
  - Дрвене ограде

#### 1996.
- Ургентни центар
  - Болница Чикаго
  - Ред и закон
  - Њујоршки плавци
  - Досије икс

#### 1997.
- Ургентни центар
  - Болница Чикаго
  - Ред и закон
  - Њујоршки плавци
  - Досије икс

#### 1998.
- Ургентни центар
  - Ред и закон
  - Њујоршки плавци
  - Адвокатура
  - Досије икс

#### 1999.
- Породица Сопрано
  - Ургентни центар
  - Ред и закон
  - Њујоршки плавци
  - Адвокатура

## 2000е

#### 2000.
- Западно крило
  - Ургентни центар
  - Ред и закон
  - Адвокатура
  - Породица Сопрано

#### 2001.
- Западно крило
  - Место злочина: Лас Вегас
  - Ред и закон
  - Два метра под земљом
  - Породица Сопрано

#### 2002.
- Два метра под земљом
  - Место злочина: Лас Вегас
  - Породица Сопрано
  - 24
  - Западно крило

#### 2003.
- Два метра под земљом
  - Место злочина: Лас Вегас
  - Ред и закон
  - Западно крило
  - Без трага

#### 2004.
- Место злочина: Лас Вегас
  - Два метра под земљом
  - Породица Сопрано
  - 24
  - Западно крило

#### 2005.
- Изгубљени
  - Завршница
  - Увод у анатомију
  - Два метра под земљом
  - Западно крило

#### 2006.
- Увод у анатомију
  - Бостонски адвокати
  - Дедвуд
  - Породица Сопрано
  - 24

#### 2007.
- Породица Сопрано
  - Бостонски адвокати
  - Завршница
  - Увод у анатомију
  - Људи са Менхетна

#### 2008.
- Људи са Менхетна
  - Бостонски адвокати
  - Завршница
  - Декстер
  - Доктор Хаус

#### 2009.
- Људи са Менхетна
  - Завршница
  - Декстер
  - Добра жена
  - Права крв

## 2010е

#### 2010.
- Царство порока
  - Завршница
  - Декстер
  - Добра жена
  - Људи са Менхетна

#### 2011.
- Царство порока
  - Чиста хемија
  - Декстер
  - Игра престола
  - Добра жена

#### 2012.
- Даунтонска опатија
  - Царство порока
  - Чиста хемија
  - Људи са Менхетна
  - Домовина

#### 2013.
- Чиста хемија
  - Царство порока
  - Даунтонска опатија
  - Игра престола
  - Домовина

#### 2014.
- Даунтонска опатија
  - Царство порока
  - Игра престола
  - Домовина
  - Кућа од карата

#### 2015.
- Даунтонска опатија
  - Игра престола
  - Домовина
  - Кућа од карата
  - Људи са Менхетна

#### 2016.
- Чудније ствари
  - Круна
  - Даунтонска опатија
  - Игра престола
  - Западни свет

#### 2017.
- Ово смо ми
  - Круна
  - Игра престола
  - Слушкињина прича
  - Чудније ствари

#### 2018.
- Ово смо ми
  - Американци
  - Боље позовите Сола
  - Слушкињина прича
  - Озарк

#### 2019.
- Круна
  - Невине лажи
  - Игра престола
  - Слушкињина прича
  - Чудније ствари

## 2020е

#### 2020.
- Круна
  - Боље позовите Сола
  - Бриџертон
  - Лавкрафтова земља
  - Озарк

#### 2021.
- Наследници
  - Слушкињина прича
  - Јутарњи шоу
  - Игра лигње
  - Јелоустоун

#### 2022.
- Бели лотос
  - Боље позовите Сола
  - Круна
  - Озарк
  - Отпремнина

#### 2023.
- Наследници
  - Круна
  - Позлаћено доба
  - The Last of Us
  - Јутарњи шоу

#### 2024.
- Шогун
  - Бриџертон
  - Операција Шакал
  - Дипломаткиња
  - Slow Horses